# Gebed van Franciscus
Het Gebed van Franciscus, ook wel Gebed om vrede of Maak mij tot een instrument van uw vrede, is een christelijk gebed.
Het gebed wordt vaak toegedicht aan de 13e-eeuwse ordestichter Franciscus van Assisi. De oudst bekende tekstversie voert echter niet verder terug dan 1912, toen het in Parijs gepubliceerd werd in La Clochette (Het Belletje) een klein spiritueel tijdschrift uitgegeven door La Ligue de la Sainte-Messe (Liga van de Heilige Mis). De auteur is onbekend, maar het zou de oprichter van de Liga, priester Esther Bouquerel kunnen zijn geweest. De Engelse vertaling is het bekendst. Tijdens de Eerste en de Tweede Wereldoorlog werd het zeer veel gepubliceerd en sindsdien vaak aangehaald in toespraken.
Sommige tekstfragmenten hebben overeenkomsten met uitspraken van Egidius van Assisi (1190-1262), een volgeling van Franciscus.
| Oudste bekende tekstversie | Meest courante Engelse vertaling | Vertaling in het Nederlands |
| --- | --- | --- |
| Seigneur, fais de moi un instrument de ta paix. Là où il y a de la haine, que je mette l’amour. Là où il y a l’offense, que je mette le pardon. Là où il y a la discorde, que je mette l’union. Là où il y a l’erreur, que je mette la vérité. Là où il y a le doute, que je mette la foi. Là où il y a le désespoir, que je mette l’espérance. Là où il y a les ténèbres, que je mette votre lumière. Là où il y a la tristesse, que je mette la joie. Ô Maître, que je ne cherche pas tant à être consolé qu’à consoler, à être compris qu’à comprendre, à être aimé qu’à aimer, car c’est en donnant qu’on reçoit, c’est en s’oubliant qu’on trouve, c’est en pardonnant qu’on est pardonné, c’est en mourant qu’on ressuscite à l’éternelle vie. | Lord, make me an instrument of Thy peace; where there is hatred, let me show love; where there is injury, pardon; where there is doubt, faith; where there is despair, hope; where there is darkness, light; and where there is sadness, joy. O Divine Master, grant that I may not so much seek to be consoled as to console; to be understood, as to understand; to be loved, as to love; for it is in giving that we receive, it is in pardoning that we are pardoned, and it is in dying that we are born to Eternal Life. | Heer, maak mij tot instrument van uw vrede: laat mij liefde brengen waar haat is, eenheid waar mensen verdeeld zijn, vergiffenis aan mensen die zwak zijn, laat mij hoop geven aan wie niet meer hoopt, geloof aan wie twijfelt; laat mij licht brengen waar het duister is en vreugde waar mensen bedroefd zijn. Heer, help mij niet zozeer om zelf gelukkig te zijn als om anderen gelukkig te maken; niet zozeer om zelf begrepen te worden als om anderen te begrijpen; niet zozeer om zelf getroost te worden als om anderen te troosten; niet zozeer om bemind te worden als om te beminnen; want als ik geef, zal mij gegeven worden, als ik vergeef, zal mij vergeven worden, als ik sterf, zal ik voor eeuwig leven. |

## Muziek
Het gebed is zeer vaak door componisten en songwriters op muziek gezet. De bekendste gezongen versie van het gebed is Make Me A Channel of Your Peace van de Zuid-Afrikaanse songwriter en pacifist Sebastian Temple uit 1967.. Deze hymne is een anthem van het Royal British Legion en wordt jaarlijks gezongen tijdens het Festival of Remembrance in Royal Albert Hall. Het lied was ook te horen tijdens de begrafenis van Diana Spencer in 1997 en tijdens het huwelijk van Albert II van Monaco met Charlene Wittstock in 2011.